# Rhopalomyia palearum
Rhopalomyia palearum är en tvåvingeart som först beskrevs av Jean-Jacques Kieffer 1890.  Rhopalomyia palearum ingår i släktet Rhopalomyia och familjen gallmyggor. Inga underarter finns listade i Catalogue of Life.